# Ermolao Barbaro il Giovane
Ermolao Barbaro detto "Il giovane" (Venezia, 21 maggio 1454 – Roma, 14 giugno 1493) è stato un umanista, patriarca cattolico e diplomatico italiano, al servizio della Repubblica di Venezia.

## Biografia

Stemma della famiglia Barbaro

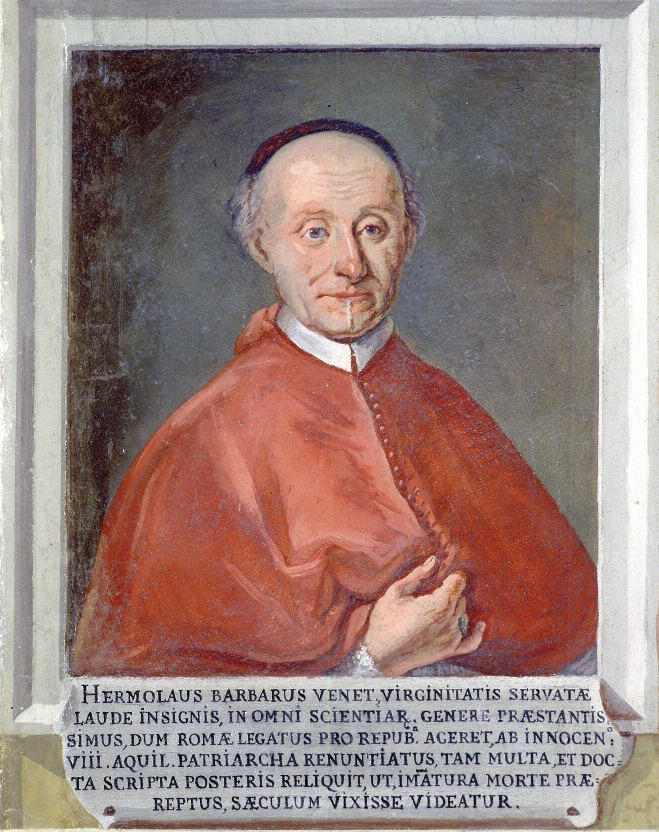
Ritratto ideale del Patriarca, Sala dei Patriarchi, Palazzo Patriarcale, Udine

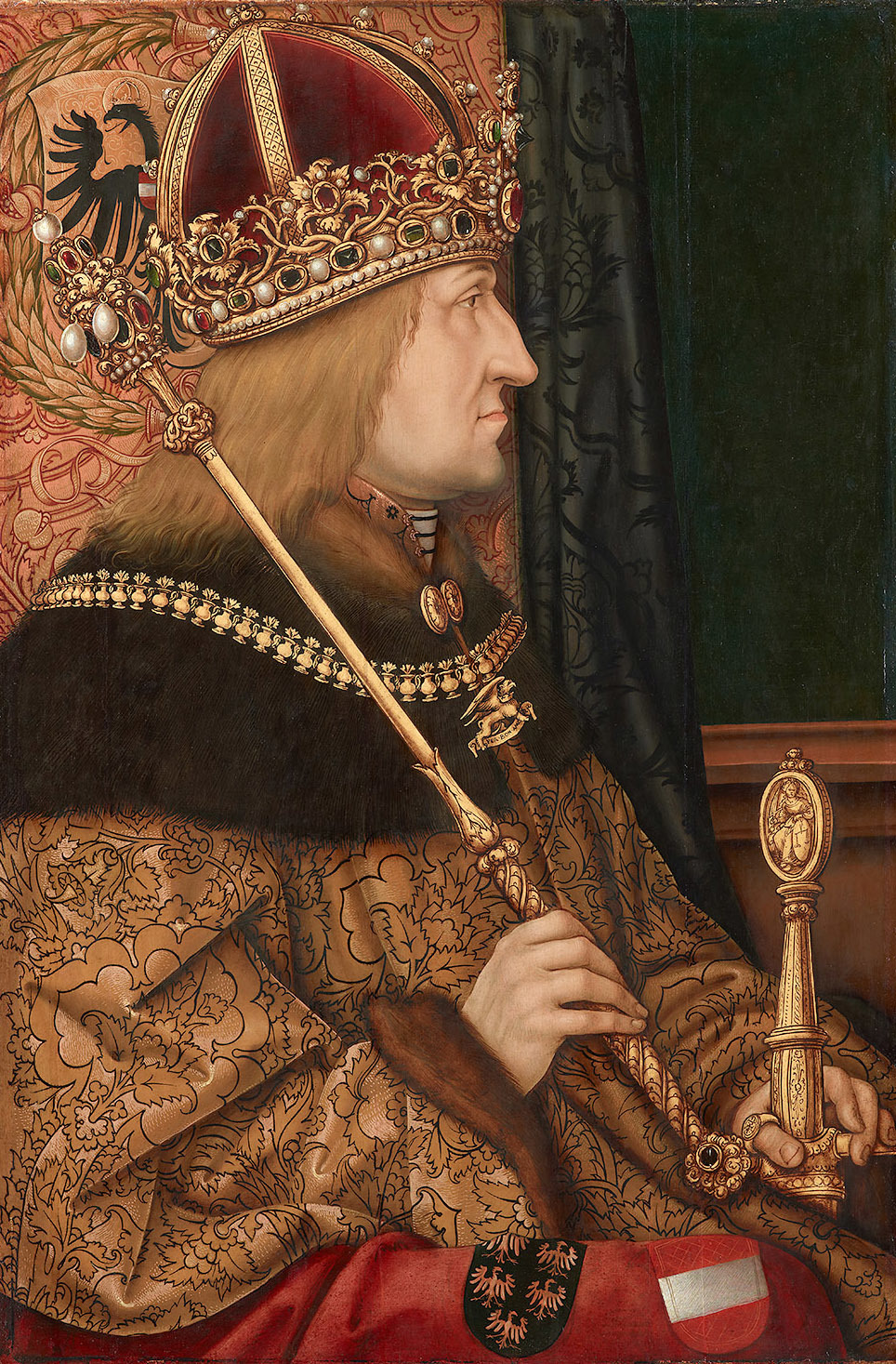
Federico III d'Asburgo

Cominciò l'educazione elementare con il padre Zaccaria Barbaro, politico e diplomatico veneziano, poi in tenerissima età fu mandato a Verona dal prozio Ermolao Barbaro, vescovo della città e umanista di fama, per studiare lettere latine con Matteo Bosso. Nel 1462, per perfezionarsi sia in latino che in greco, passò a Roma dove ebbe come insegnanti prima Pomponio Leto e poi Teodoro Gaza. Un cursus studiorum concluso con successo: nel 1468 fu laureato poeta, a Verona, da Federico III.
Dal 1471 al 1473 seguì a Napoli il padre, titolare dell'ambasciata veneziana, e proprio nella città partenopea, all'età di 18 anni, scrisse la sua prima opera ovvero il De Caelibatu. All'età di 20 anni tradusse tutto Temistio, pubblicato poi, in parafrasi, nel 1481.
Tornato in Veneto il 23 agosto 1474 conseguì all'Università di Padova il dottorato in arti e il 27 ottobre 1477 quello in diritto civile e canonico.. Subito dopo fu nominato titolare della cattedra di etica Come professore insegnò soprattutto sulla Nicomachea di Aristotele, mettendo in guardia i suoi studenti dalle traduzioni in latino di Aristotele veicolate dall'arabo e predicando il ritorno alla traduzione diretta dal greco, proprio come faceva lui. Sono infatti di quegli anni i commentari all'Etica e alla Politica (tra il 1474 e il 1476) e la traduzione della Retorica (1478).
Abbandonato l'insegnamento nel 1479, accompagnò nuovamente il padre in missione diplomatica a Roma dove rimase tra il 1480 e il 1481. Poi fu promosso, nel 1483, senatore della Repubblica di Venezia e nel 1485, ma stavolta in veste ufficiale, si recò a Milano con il padre per una nuova ambasceria.

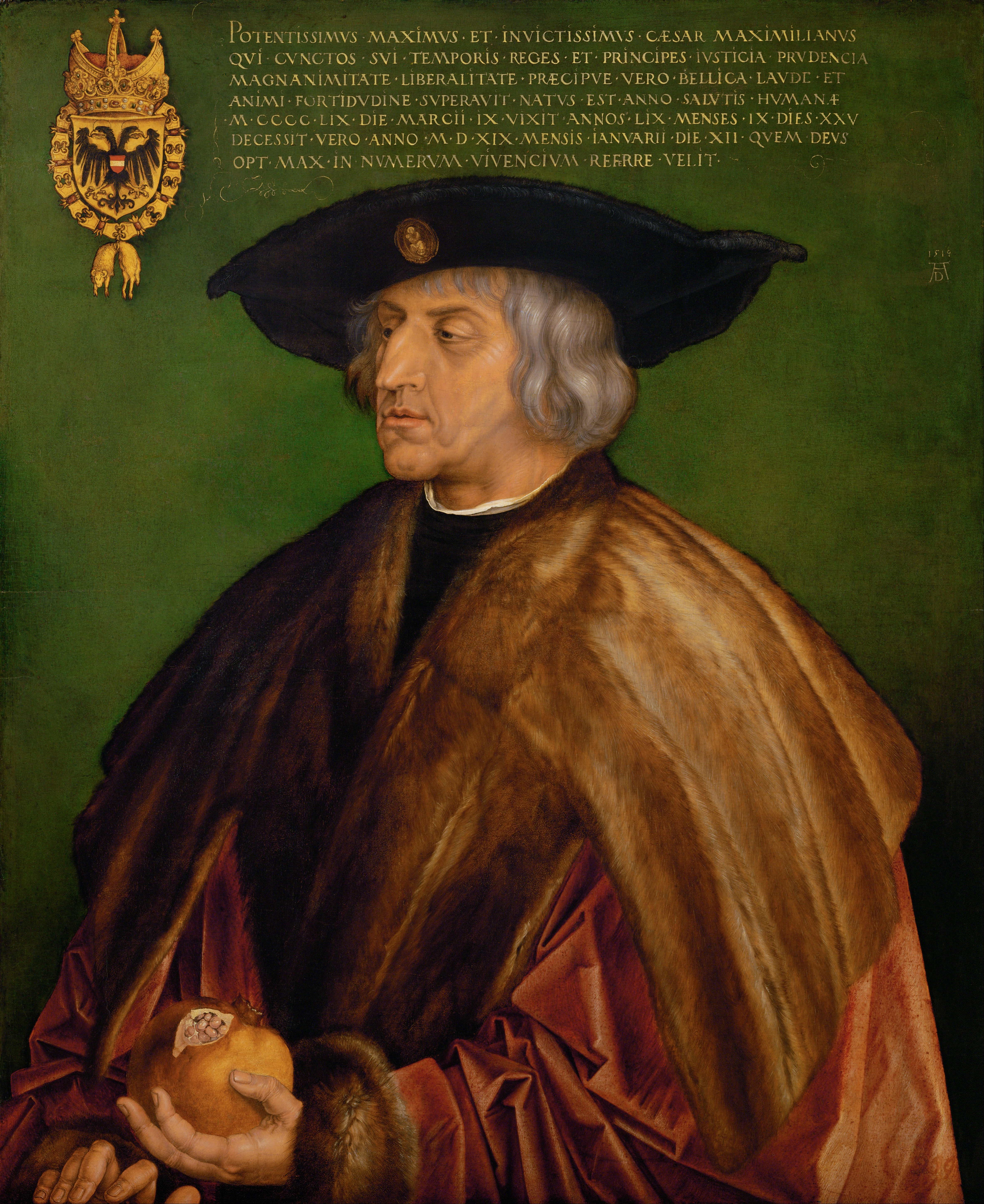
Massimiliano I d'Asburgo

Il primo incarico diplomatico arrivò nell'estate del 1486 quando, insieme a Domenico Trevisano, rappresentò a Bruges la Serenissima in occasione dei festeggiamenti per l'incoronazione a Re dei Romani di Massimiliano d'Asburgo e nell'occasione fu investito cavaliere.
Nel 1488, dopo un'esperienza come savio di terraferma, fu finalmente nominato ambasciatore residente a Milano dove si accreditò il 23 marzo 1488 e rimase in carica fino all'11 aprile 1489. Secondo diverse fonti, venne creato cardinale in pectore da Papa Innocenzo VIII nel concistoro del 9 marzo 1483, ma non venne mai pubblicato. L'ottima gestione della legazione veneziana a Milano, in tempi davvero turbolenti come quelli della reggenza di Ludovico il Moro, gli valse un anno dopo, nell'aprile del 1490, la nomina ad ambasciatore a Roma alla corte di Innocenzo VIII. E fu qui che avvenne la catastrofe.
Il 3 marzo 1491, il giorno dopo la morte del patriarca di Aquileia Marco Barbo, Ermolao «...erasi recato all'udienza del papa, per fare istanza acciocché fosse differita la nomina del patriarca successore, finché il senato non gli e ne avesse presentato, secondo il consueto, la nomina. Ma il papa, senza punto badare a cotesta istanza, nominò lui appunto in patriarca di Aquileja; aggiungendogli, essere questa grazia una giusta ricompensa al suo sapere ed alla sua virtù. Il Barbaro in sulle prime si rifiutò dall'accettare la dignità, che il pontefice conferivagli; ma quando Innocenzo gli e lo comandò in virtù di santa ubbidienza, si vide costretto a sottomettervisi ed obbedire. Allora il papa sull'istante lo vestì del rocchetto, di cui, per darglielo, si spogliò uno dei cardinali colà presenti; e poscia in pieno concistoro fu preconizzato patriarca di questa chiesa».
La procedura era rigorosamente contraria alle leggi della repubblica che vietavano ai propri ambasciatori, senza la previa autorizzazione del senato, di ricevere incarichi o nomine dai principi presso i quali erano accreditati. Allora, per giustificare la violazione procedurale, il Papa scrisse una lettera al Doge chiedendogli di confermare la nomina, ma il Consiglio dei Dieci, competente in materia, deliberò comunque che Ermolao dovesse rinunciare al patriarcato. Cosa che, dopo un po' di tira e molla, prontamente fece.

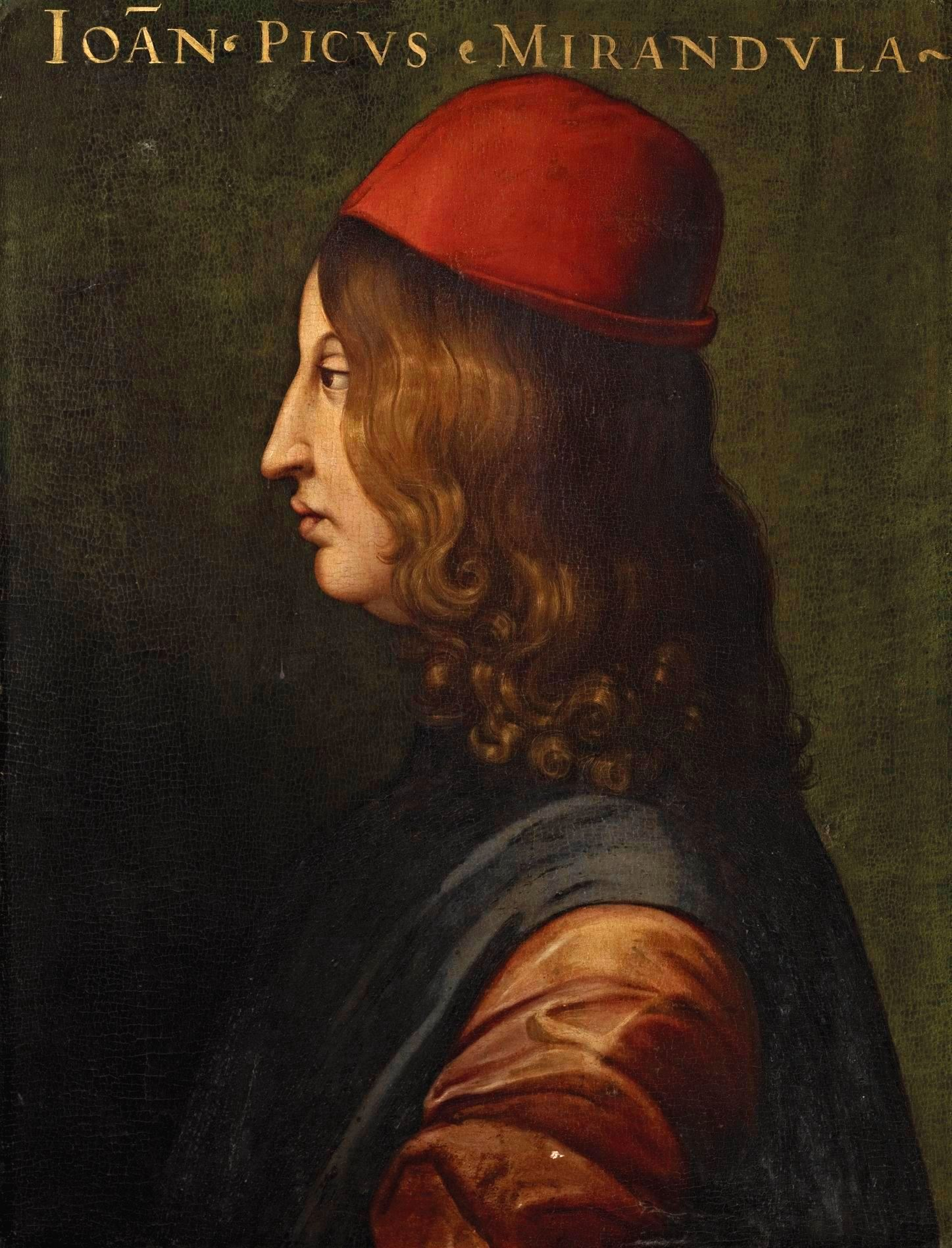
Giovanni Pico della Mirandola

«Scelse, per farla più solenne, la circostanza del giovedì santo alla presenza del papa e di tutto il sacro collegio; ma il papa non la volle accettare. Né l'obbedienza sua agli ordini del senato bastò per anco a giustificarlo. Poco avveduto, non pensò di spedirne a Venezia la stessa sua dimissione al senato, ad onta dell'opposizione del pontefice; mostrandosi dal canto suo per tal guisa fedele ed obbediente alle leggi del suo governo. Più avrebbe inoltre dovuto lasciar Roma e ritornare a Venezia. Ov'egli si fosse regolato così, l'affare avrebbe cangiato di aspetto, e sarebbesi ridotta ad una semplice controversia di giurisdizione tra la corte di Roma e la repubblica di Venezia. Ma essendo rimasto in quella capitale, ad onta della fatta rinunzia, né avendone dato avviso al senato, egli fu riputato veramente colpevole in faccia alla legge, e perciò costrinse il senato ad usare verso di lui ogni misura di rigore».
Come risultato di questo pasticcio fu bandito perennemente dalla repubblica e interdetto da qualsiasi ufficio pubblico e privato. Quanto al patriarcato di Aquileia, tecnicamente, ne rimase titolare ma il senato oltre ad avergli impedito, con l'esilio, di recarvisi fisicamente, ne congelò le rendite patriarcali e nominò Nicolò Donato in suo vece, anche se la nomina non fu ratificata dal papa. Ne derivò una situazione di stallo, durante la quale la diocesi patriarcale fu amministrata da Giacomo Valaresso (anche Valleresso), vescovo di Capodistria, con il titolo di Governatore generale.
Rimase a Roma dove decise di dedicarsi a tempo pieno ai suoi studi. Del biennio 1491-1493, particolarmente importanti, oltre alla composizione di Orationes et Carmina in latino e alla pubblicazione delle Castigationes Plinianae (disputazioni scientifiche sulle imprecisioni e sulle invenzioni della Naturalis historia di Plinio), furono le epistole di contenuto filosofico che si scambiò con Poliziano e Pico della Mirandola che, insieme, costituirono un vero e proprio «triumvirato, a que' giorni potente e celebratissimo nelle scienze e nelle lettere».
«Al terminare dell'indicato biennio fu egli sventuratamente colto dalla pestilenza che serpeggiava nell'agro romano. Giunta a Firenze la nuova del suo pericolo trafisse altamente il cuore dei due suoi celebri amici Angelo Poliziano e Giovanni Pico. Si lagnavano essi che la perdita di Ermolao seco involgeva il destino delle buone lettere, sembrando loro che in un sol uomo pericolasse l'onere delle cose romane. Il Pico anzi volle tentar di soccorrerlo, inviandogli col mezzo di suo corriere un antidoto ch'ei medesimo componeva e che credeva atto a domare il morbo pestilenziale. Ma quando arrivò a Roma l'espresso, egli era di già passato tra gli estinti».

## Curiosità
- Nel telero Incontro dei pellegrini con papa Ciriaco (facente parte della serie delle Storie di sant'Orsola) di Vittore Carpaccio uno dei personaggi al fianco del pontefice ha le fattezze di Barbaro.

## Opere

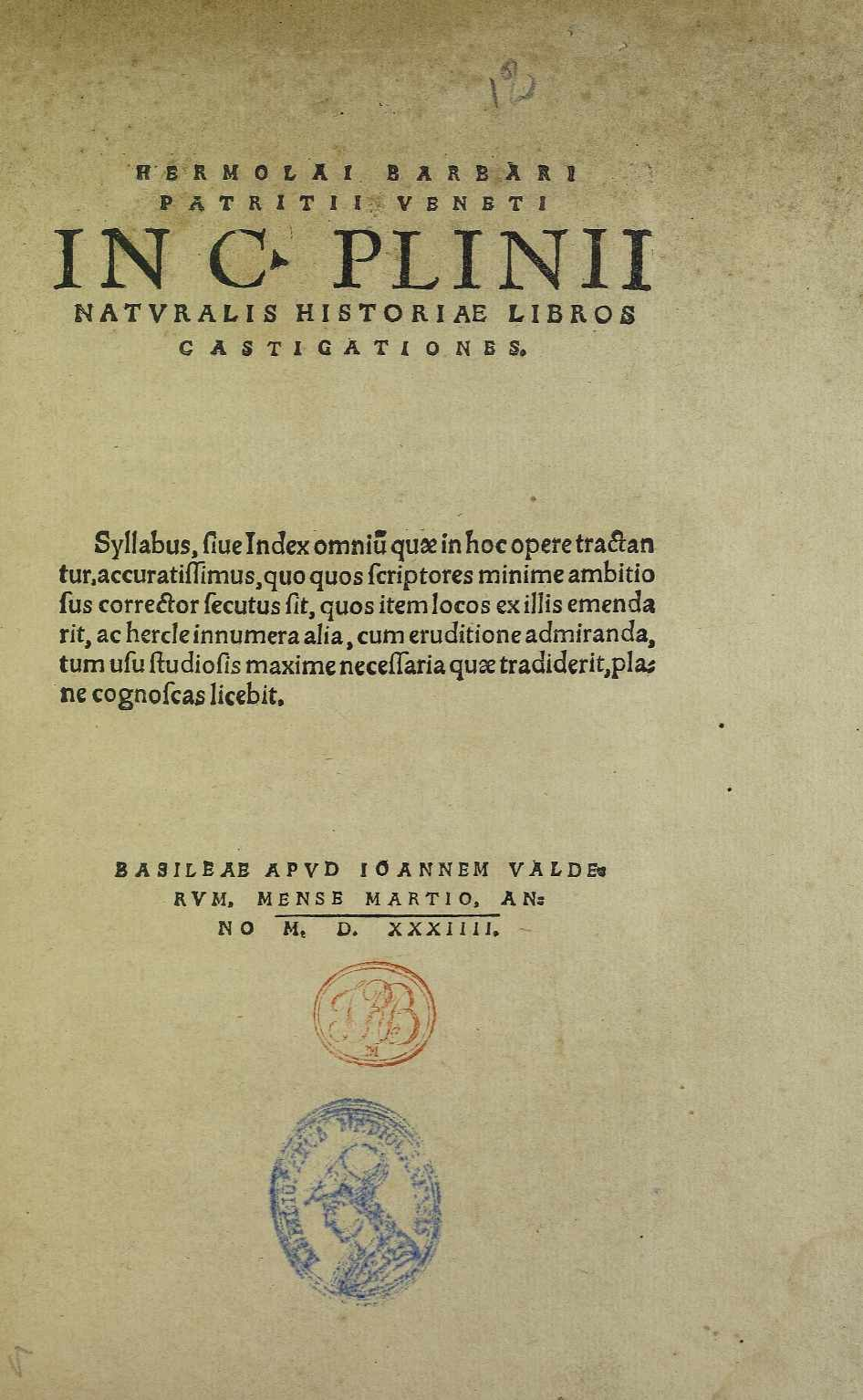
In Caii Plinii Naturalis historiae libros castigationes, 1534

- (LA) In Caii Plinii Naturalis historiae libros castigationes, Basel, Johann Walder, 1534.
- (LA) Compendium scientiae naturalis ex Aristotele, Venezia, Comin da Trino, 1545.

## Galleria d'immagini

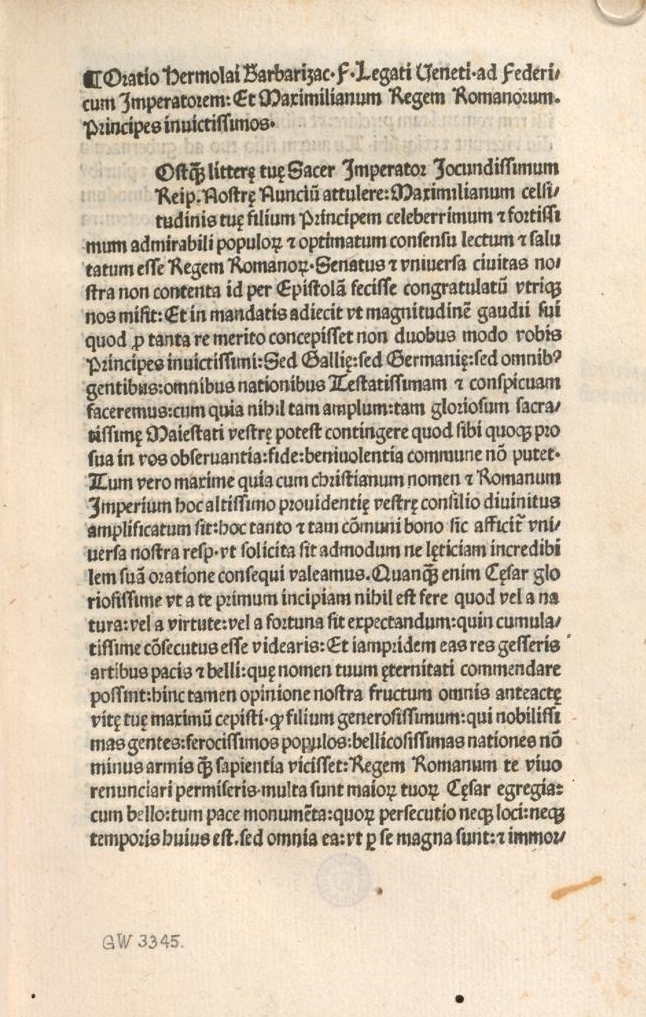
Oratio ad Federicum imperatorem, c. 1487: incipit
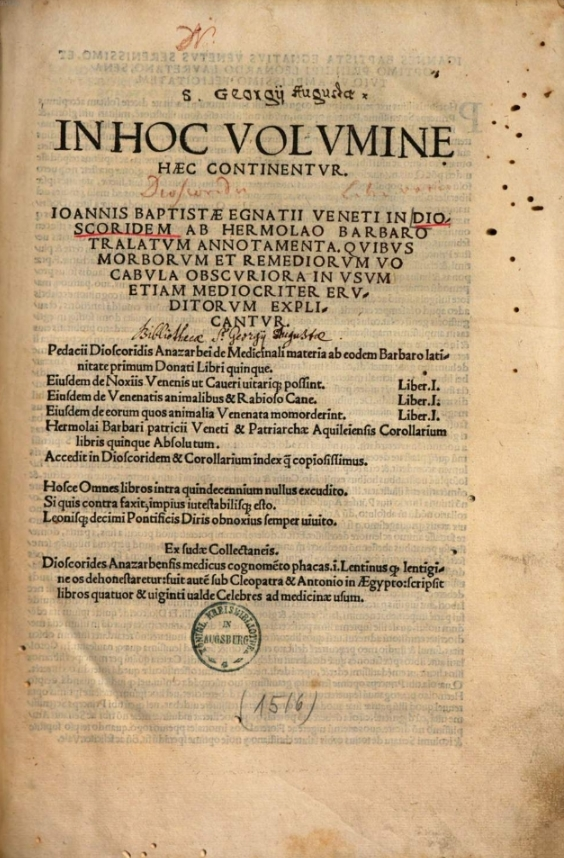
De materia medica di Dioscoride di Anazarbo, traduzione e commento di Barbaro, 1516: titolo
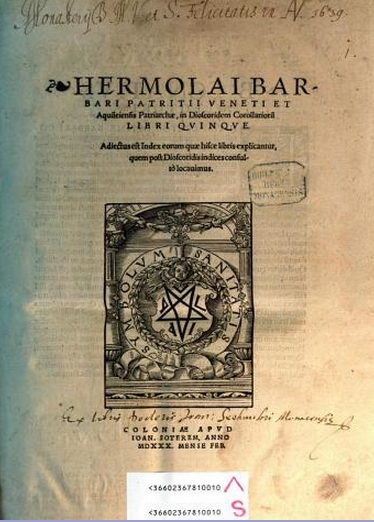
In Dioscoridem corollariorum libri V, edizione del 1530